# Pribina (firma)
Pribina, původně Mlékárenské a pastevní družstvo, později TPK Přibyslav, součást firmy Savencia Fromage & Dairy Czech Republic, je mlékárenský výrobní podnik známý zejména svými výrobky Pribináčkem či Hermelínem.

## Historie

### Vznik
Společnost vznikla v roce 1924 jako Mlékárenské a pastevní družstvo, zapsaná společnost s omezeným ručením. Vznik byl motivován očekávaným zlepšením odbytu pro místní drobné výrobce mléka v počínající hospodářské krizi. U zrodu také stála místní škrobárna Amylon. Její vedení, v němž byl mj. senátor František Malinský, v té době zvažovalo, zda se výkupu a zpracování mléka začít věnovat, nebo dát podnět ke vzniku samostatné organizace. Podle pramenů byl dne 29. června 1923 ustaven přípravný výbor a 11. listopadu téhož roku valná hromada zvolila představenstvo. Jeho předsedou se stal Ing. Adolf Švec (ředitel Amylonu), který jím zůstal až do německé okupace. K datu založení mělo družstvo 50 členů, převážně pěstitelů brambor.
Výroba začínala v pronajatém objektu firmy Amylon v Hesově. Dne 9. června 1924 bylo zpracováno prvních 207 litrů mléka a v červenci 1925 se zpracovávalo 1500 litrů denně. Produkce začala výrobou sýrů po vzoru francouzských camembertů, většinu však záhy tvořil romadur a sýry eidamského typu.
Do roku 1925 se zdvojnásobil počet členů družstva. Počátkem roku 1927 schválila rada města Přibyslavi používat na etiketách výrobků znak města.

### 30. a 40. léta
Postupně byly založeny pobočky v Polné (1931), ve Velké Losenici (1939) a v Havlíčkově Borové (ne dříve než v roce 1940). V roce 1933 vznikla tavírna sýrů. Další růst vedl k nutnosti rozsáhlé rekonstrukce stávající provozovny, kterou družstvo odkoupilo od Amylonu, a k výstavbě nové mlékárny, jejíž provoz byl spuštěn v roce 1941. V únoru 1941 družstvo vykupovalo 12 450 litrů denně. Během okupace se tavírna v Hesově stala největším producentem tavených sýrů v tehdejším Protektorátu s měsíční produkcí 120 tun.
Během okupace byl odvolán dosavadní ředitel a do firmy nastoupilo německé vedení v čele s J. Keulenem a W. Brüningem. Na konci války v roce 1945 mělo družstvo 1039 členů a zaměstnávalo 92 dělníků a 54 úředníků. Vedení se ujal Stanislav Čapek. Ke dni 12. listopadu 1948 došlo k přejmenování na Pribina, zemědělské výrobní družstvo Českomoravské vysočiny. Za necelý rok však následovalo další přejmenování na Pribina, družstevní závody Českomoravské vysočiny, s. r. o.

### Nový sortiment
V roce 1946 byl obnoven provoz v provozovnách ve Velké Losenici a Havlíčkově Borové, které byly odstaveny během války.
 V roce 1947 začala výroba mléčných dezertů v kelímcích s názvy Eva, Bivoj či Mocca, což byli předchůdci pozdějšího Pribináčku, k němuž firma dospěla v roce 1954.
Ještě v roce 1937 družstvo začalo také s výkupem vajec, pro jehož potřeby v Hesově vybudovalo chladírnu, po válce doplněnou moderním drůbežářským závodem. V roce 1948 se začalo např. i s výrobou umělých květin z peří.
Na podzim 1948 se rozšířila produkce také o konzervované ovoce. Nově spuštěná konzervárna vyráběla zpočátku mošty a ovocná vína, později kompoty, džemy do jogurtů, ovocné sirupy a také trvanlivý džus z čerstvého ovoce Pribinka. V roce 1949 byla založena ovocná školka s převažující produkcí sazenic černého rybízu. Ve své době se Pribina stala výhradním dodavatelem džemů pro výrobu jogurtů.

### Národní podnik
V roce 1952 bylo družstvo s 226 zaměstnanci znárodněno a od 1. ledna 1953 se stalo národním podnikem Pribina Přibyslav s provozovnami Hesov, Polná, Velká Losenice, Žďár nad Sázavou, Havlíčkova Borová, Nové Město na Moravě a později i Velké Meziříčí. Krom jiného vznikly v bývalých stříbrných štolách v Dolním Dvoře nové zrací sklepy pro sýr niva.
K další změně organizačního členění došlo k 1. dubnu 1958, kdy se Pribina stala závodem č. 03 národního podniku Posázavské mlékárny v Havlíčkově Brodě. V ředitelských pozicích nastalo po Stanislavu Čapkovi (odešel téhož roku) období střídání, zakončené nástupem Květoslava Skřečka v roce 1964. Mezitím 1. července 1960 došlo v souvislosti s ustavením nového krajského zřízení ke vzniku národního podniku Východočeské mlékárny Pardubice, jehož 12. závodem se stala Pribina.
V roce 1976 se Pribina stala pouhou nesamostatnou provozovnou závodu Havlíčkův Brod, v té době už pod národním podnikem Průmysl mléčné výživy v Hradci Králové (ten vznikl z Východočeských mlékáren 1. ledna 1975). Novým ředitelem se stal MVDr. Václav Žatečka.
V druhé polovině 60. let se výrobní sortiment rozšířil o sušené mléko a obnovila se ruční výroba camembertu pod značkou Hermelín. V 70. letech byl postupně ukončen provoz konzervárny ovoce a výroba se soustředila zejména na tavené sýry, Pribináček a Hermelín. Výroba Hermelínu byla od 9. dubna 1976 spuštěna na nové plně mechanizované výrobní lince.

### Od 90. let
V roce 1990 se firma znovu osamostatnila a po dlouhém jednání se v roce 1993 stala tehdejší PRIBINA s.r.o. se svými 370 zaměstnanci součástí francouzské sýrařské společnosti Bongrain sídlící v Paříži (v roce 2015 přejmenované na Savencia Fromage & Dairy).
V roce 1998 dosáhl celkový roční objem zpracovaného mléka 44,6 milionu litrů.
V roce 2010 došlo ke sloučení s mlékárenským závodem TPK v Hodoníně, výrobcem tavených sýrů Apetito, jehož 100% vlastníkem byla rovněž firma Bongrain. Sloučená společnost se sídlem v Hodoníně nesla název TPK, s. r. o., značka Pribina pro přibyslavský závod však zůstala zachována.